# Basilej
Basilej (německy Basel, francouzsky Bâle, italsky Basilea, rétorománsky Basilea) je švýcarské město, ležící při hranicích s Francií a Německem na obou březích Rýna. Je hlavním městem kantonu Basilej-město, historicky vzniklého jako polokanton rozdělením původního většího kantonu Basilej. Žije zde přibližně 176 tisíc obyvatel a po Curychu a Ženevě tak je třetím největším městem v zemi. Celá basilejská aglomerace má kolem 830 000 obyvatel. 
Basilej je považována za kulturní metropoli Švýcarska. S téměř čtyřiceti muzei v celém kantonu a širokou kulturní nabídkou je Basilej proslulá množstvím uměleckých a kulturních institucí světové úrovně, což z města činí jedno z největších kulturních center v Evropě v poměru k jeho velikosti a počtu obyvatel. Městské muzeum umění zde vystavuje sbírku, která je obecně považována za nejvýznamnější veřejnou uměleckou sbírku ve Švýcarsku a spolu s Amerbachovým kabinetem, který město získalo v roce 1661, je považována za nejstarší veřejnosti přístupné muzeum umění na světě.
Basilejská univerzita byla založena v roce 1460, je nejstarší ve Švýcarsku a také jednou z nejstarších v Evropě. V průběhu staletí na univerzitě vyučovali a bádali mimo jiné Erasmus Rotterdamský, Paracelsus, Daniel Bernoulli, Leonhard Euler, Friedrich Nietzsche, Karl Jaspers, nositel Nobelovy ceny Tadeus Reichstein a filozofka Jeanne Hersch. Basilej také hostila první světový sionistický kongres v roce 1897, který vedl Theodor Herzl. Celkem se ve městě na ohybu Rýna konal kongres až do založení státu Izrael v roce 1948 desetkrát, tedy více než v kterémkoli jiném městě na světě.
Basilej je předním světovým centrem chemického a farmaceutického průmyslu, světoznámým veletržním centrem a významným místem jako bankovní centrum. V Basileji mají své celosvětové sídlo mimo jiné dvě farmaceutické společnosti Novartis a Hoffmann-La Roche a Banka pro mezinárodní vypořádání.
Poradenská společnost v oblasti managementu Mercer zařadila Basilej v roce 2019 vedle Curychu a Ženevy mezi deset měst s nejvyšší kvalitou života na světě.

## Geografie

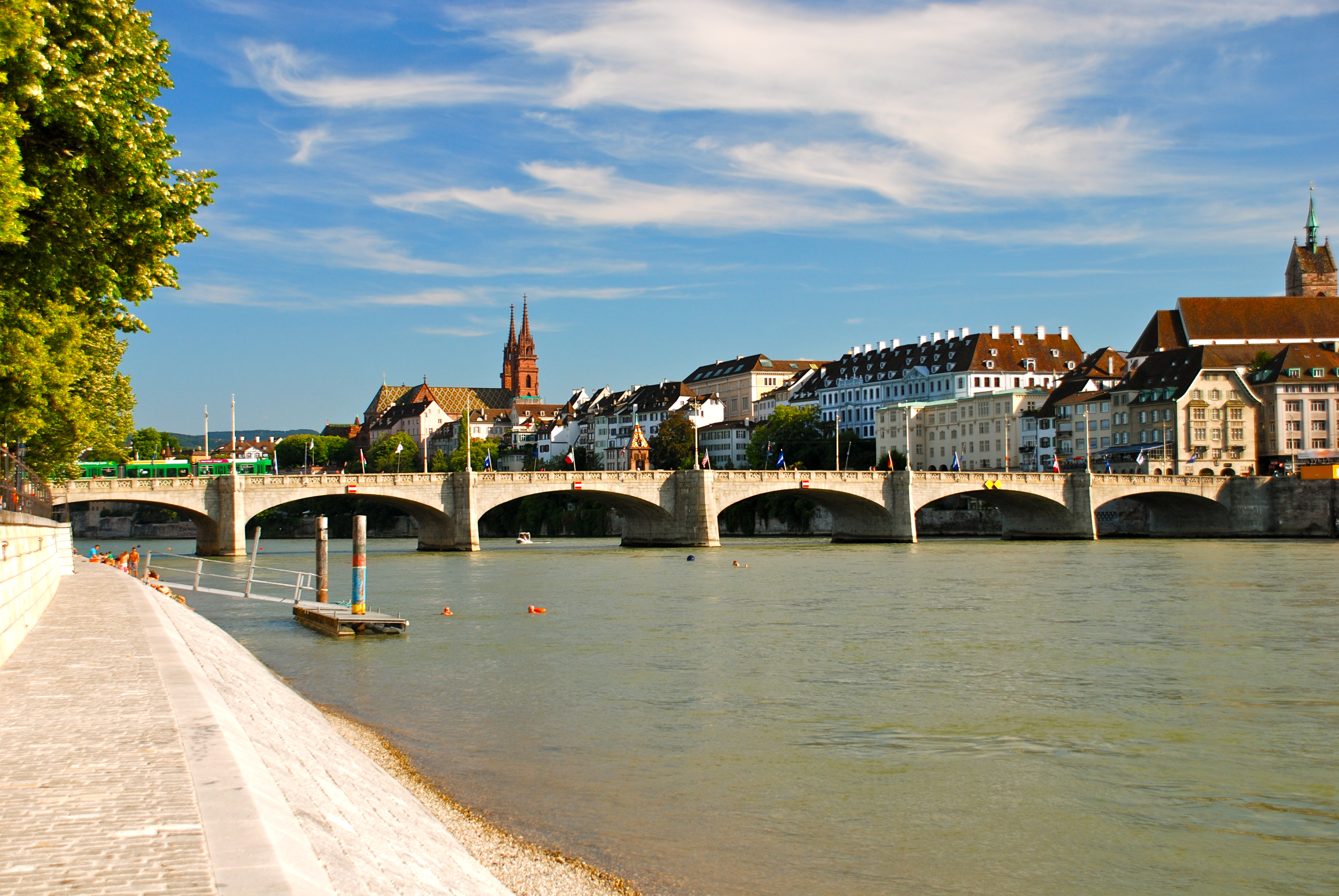
Centrální část města s mostem Mittlere Brücke

Město se nachází na severozápadě Švýcarska, v samém srdci pohraniční oblasti trojzemí, nazývané Dreiländereck, a leží na obou březích Rýna. Spolu s částmi kantonů Schaffhausen a Curych patří čtvrť Kleinbasel a severní část kantonu Basilej-město k jediným oblastem Švýcarska na pravém břehu tzv. Vysokého Rýna (Hochrhein).
V městské části Basileje, v ohybu Rýna mezi švýcarským Jurou a úpatím Schwarzwaldu, mění Rýn svůj směr z východozápadního na jihoseverní. Zde končí úsek Vysokého Rýna a začíná Horní Rýn (Oberrhein). Krátce před tímto místem, na vyšším jižním břehu Rýna, se Birs vlévá do Vysokého Rýna, který tvoří hranici s kantonem Basilej-venkov; do Rýna odvádí vodu také kanál St. Alban-Teich, který je z Birsu odkloněn a přitéká z jihu. Bezprostředně pod mostem Mittlere Brücke ústí řeka Birsig, která je tak prvním přítokem Horního Rýna. Podél ploššího severního břehu, z něhož se Wiese vlévá do Horního Rýna, se rozkládají rozsáhlé průmyslové zóny.
Rýn, který utváří město, je od svého ústí do basilejského starého města (historický most Mittlere Brücke) považován za mezinárodní vodní cestu. Švýcarsko získalo tato dopravní práva v roce 1868 na základě Mannheimského zákona.

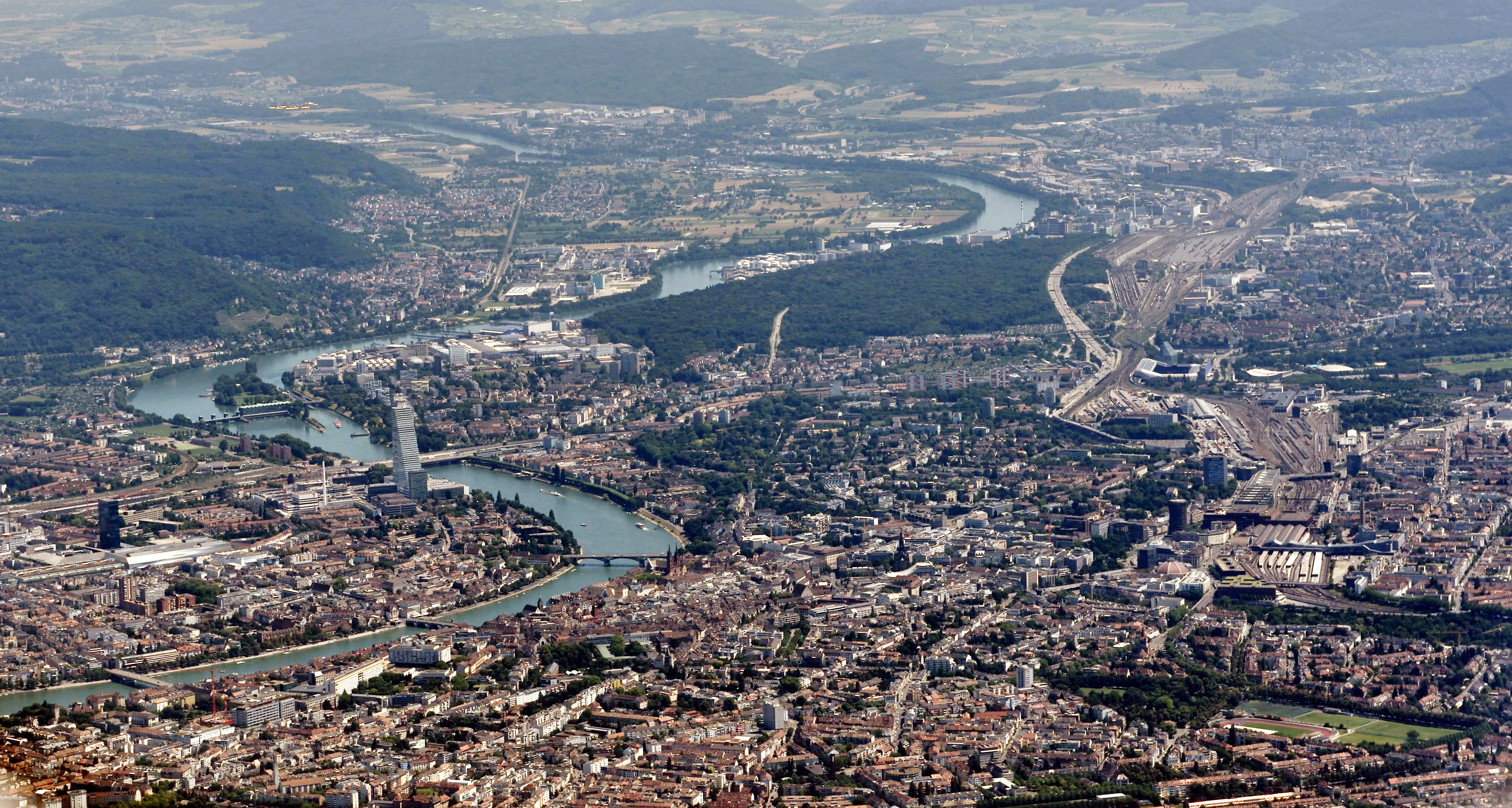
Letecký pohled na město

Díky své poloze se Basilej brzy stala křižovatkou důležitých dopravních cest, a tím i významným obchodním centrem. Město proto patří k nejhustěji osídleným oblastem v Evropě, ale díky relativně velké rozloze má 320 ha zelených ploch a 71 ha lesů.
Rozloha města Basileje a dvou obcí Riehen a Bettingen včetně jejich vodních ploch činí 3694 ha, což z něj činí rozlohou nejmenší švýcarský kanton. Přesto jsou v rámci této relativně malé oblasti značné výškové rozdíly. Nejnižší bod kantonu Basilej-město se nachází v rýnském přístavu v Kleinhüningenu ve výšce 245 m n. m., náměstí Münsterplatz v centru města se nachází v 270 m n. m. a nejvyšší nadmořská výška je nad Bettingenem u St. Chrischona 522 m n. m. - zde se také nachází televizní věž St. Chrischona, nejvyšší volně stojící stavba ve Švýcarsku.
Basilej má celkovou rozlohu 23,91 km². Z této plochy se k zemědělským účelům využívá pouze 0,95 km², zatímco 0,88 km² je zalesněno. Zbytky půdy jsou využity silnicemi a budovami. Ze zastavěné plochy to jsou průmyslové stavby, které tvoří 10,2 %, zatímco bydlení a budovy tvoří 40,7 %, dopravní sektor činí 24 %. Energie a vodní infrastruktura, jakož i další speciálně rozvinuté oblasti představují 2,7 %. Parky, zelené pásy a sportoviště zabírají 8,9 %. V zalesněných plochách převládají převážně jehličnaté, husté lesy. Ze zemědělské půdy se používá 2,5 % pro pěstování plodin a 1,3 % jsou pastviny.

### Městské části

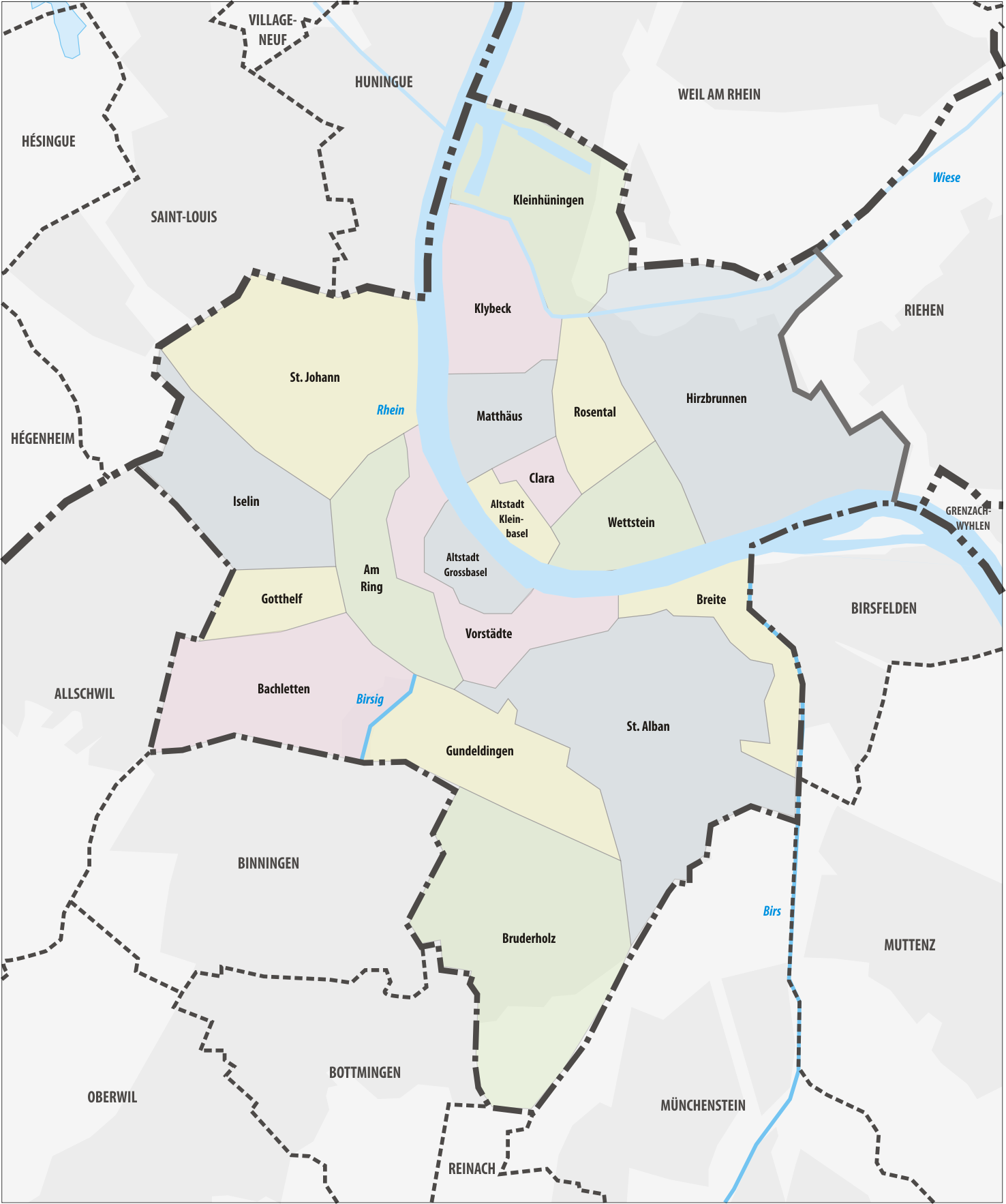
Městské části Basileje

Město se dělí na část Grossbasel na levé (jihozápadní) straně Rýna a Kleinbasel na pravém břehu Rýna. Centrem Basileje je staré město v oblasti Grossbasel kolem náměstí Marktplatz, kde stojí také radnice (stavba byla zahájena v roce 1504) a katedrální kopec Münsterhügel s palácovou terasou Pfalz-Terrasse, tyčící se nad Rýnem. Mittlere Brücke (Střední most) spojuje staré město na obou stranách Rýna. V centru města, kde byla zakázána automobilová doprava, jezdí tramvaje.
Město Basilej nezná žádné politické okresy ani městské čtvrti, ale pro statistické účely je rozděleno na obytné oblasti zvané quartiers. Těchto čtvrtí je 19 a jsou rozmístěny po levé a pravé straně Rýna.
- čtvrti na levém břehu Rýna (Grossbasel): Altstadt Grossbasel, Vorstädte, Am Ring, Breite, St. Alban/Gellert, Gundeldingen, Bruderholz, Bachletten, Gotthelf, Iselin a St Johann.
- čtvrti na pravém břehu Rýna (Kleinbasel): Altstadt Kleinbasel, Clara, Wettstein, Hirzbrunnen, Rosental, Matthäus a Klybeck a Kleinhüningen (připojen v roce 1893).

| Čtvrť               | Rozloha (ha) |
| ------------------- | ------------ |
| Altstadt Grossbasel | 37,63        |
| Vorstädte           | 89,66        |
| Am Ring             | 90,98        |
| Breite              | 68,39        |
| St. Alban           | 294,46       |
| Gundeldingen        | 123,19       |
| Bruderholz          | 259,61       |
| Bachletten          | 151,39       |
| Gotthelf            | 46,62        |
| Iselin              | 109,82       |
| St. Johann          | 223,90       |
| Altstadt Kleinbasel | 24,21        |
| Clara               | 23,66        |
| Wettstein           | 75,44        |
| Hirzbrunnen         | 305,32       |
| Rosental            | 64,33        |
| Matthäus            | 59,14        |
| Klybeck             | 91,19        |
| Kleinhüningen       | 136,11       |
| Basilej             | 2275,05      |

Každá ze čtvrtí je navíc rozdělena na obytné čtvrti. Některé názvy obytných čtvrtí jsou v hovorovém jazyce synonymem pro čtvrť, například obytná čtvrť Kannenfeld (čtvrť St. Johann), Lehenmatte (čtvrť Breite) nebo Gellert, Dreispitz a St. Jakob (čtvrť St. Alban). Neoficiální celoměstské označení pro části čtvrtí Bachletten a Gotthelf je Neubad.

### Podnebí
Basilej se nachází v mírném podnebném pásmu. Ročně má 121 deštivých nebo sněhových dní, v průměru spadne 842 mm srážek. Léta bývají poměrně teplá s občasnými dešti, díky nimž se udržují krásně zelené pastviny. Průměrné teploty se v létě pohybují okolo 20 stupňů. Dále je charakteristický pro tuto oblast prudký suchý vítr, který způsobuje stoupání teplot. Objevit se může kdykoliv během roku. Zimy v nížinách přinášejí déšť a mlhu, zatímco v horách se střídá slunečné počasí se sněžením. Za nejvlhčejší měsíc se považuje červen, za nejsušší pak únor. Na jaře a na podzim se průměrná teplota pohybuje okolo 10 stupňů. Pro turistiku je nejvhodnější jaro nebo podzim. 

## Historie

### Nejstarší historie

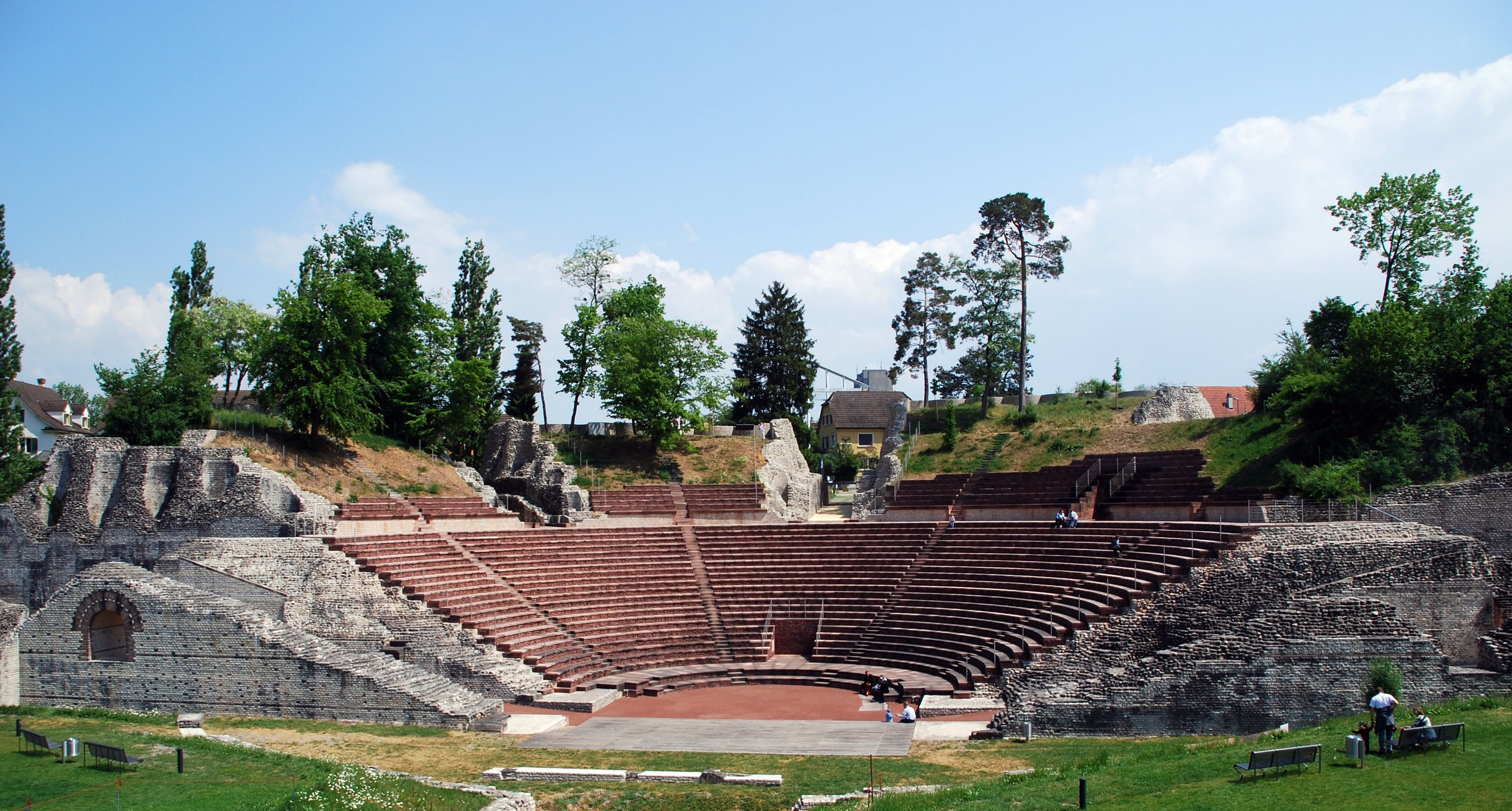
Románský amfiteátr v Augusta Raurica

Na nedalekém rýnském ostrohu se nacházejí stopy osídlení z raného období Laténské kultury (5. století př. n. l.). Ve 2. století př. n. l. existovala vesnice Raurici v místě severozápadně od Starého města, pravděpodobně totožná s městem Arialbinnum, které bylo zmíněno na Tabula Peutingeriana. Neopevněné sídliště bylo opuštěno v 1. století př. n. l. ve prospěch oppida na místě basilejské katedrály, pravděpodobně v reakci na římskou invazi do Galie.

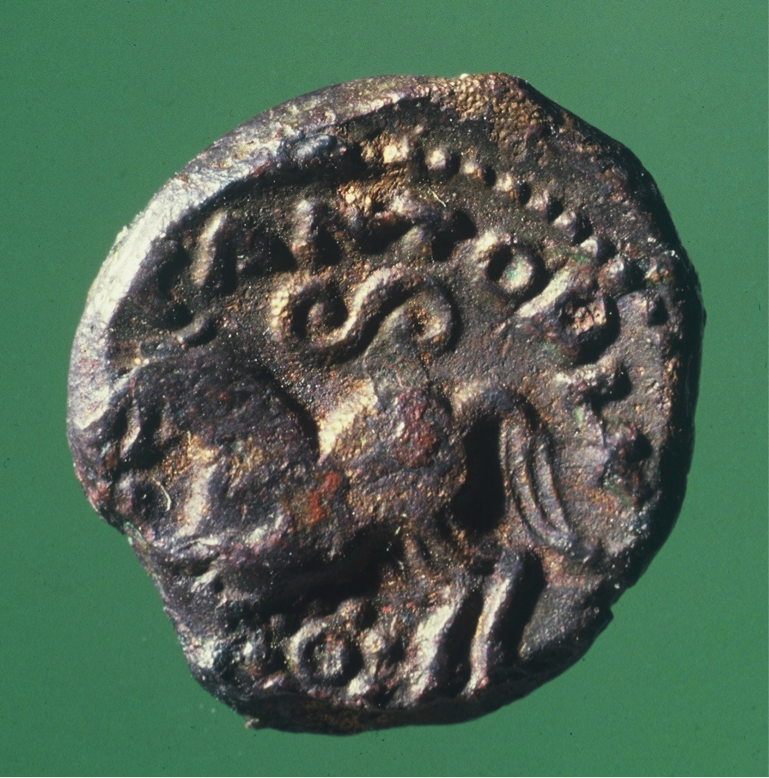
Litá keltská mince s keltským jménem „Cantorix“ vyvedeným latinkou, nalezená pod basilejskou katedrálou

V římské Galii byla asi 20 kilometrů od Basileje založena Augusta Raurica jako regionální správní centrum a na místě keltského oppida bylo vybudováno castrum (opevněný tábor). V roce 83 n. l. byla oblast začleněna do římské provincie Germania Superior. Jako tradiční zakladatel Basileje je od renesance znám římský senátor Munatius Plancus. Římská kontrola nad oblastí se ve 3. století zhoršila a Basilej se stala výspou Provincia Maxima Sequanorum, kterou vytvořil Diocletianus. Basilej poprvé jmenuje Ammianus Marcellinus ve svém díle Res Gestae jako součást římského vojenského opevnění podél Rýna na konci 4. století.
Germánská konfederace Alemanů se ve 4. století několikrát pokusila překročit Rýn, ale byla odražena; jednou z takových událostí byla bitva u Solicinia (368). Zdá se však, že při velké invazi v roce 406 n. l. překročili Alamani Rýn naposledy a dobyli a následně osídlili dnešní Alsasko a velkou část Švýcarské plošiny.
První písemná zmínka o osadě jménem Basilia pochází z roku 374 a vznikla v souvislosti s tím, že u ní tábořil se svým vojskem císař Valentinian.
Alamanské vévodství se v 6. století dostalo pod franskou nadvládu. Kolem starého římského hradu se v 6. a 7. století postupně rozrostlo alamanské a franské osídlení Basileje. Zdá se, že Basilej v 7. století překonala starobylé regionální hlavní město Augusta Raurica; na základě nálezu zlatého tremissis (malá zlatá mince v hodnotě třetiny solidusu) s nápisem Basilia fit se zdá, že Basilej v 7. století razila vlastní mince.
Basilej byla v této době součástí besançonské arcidiecéze. V 8. století bylo zřízeno samostatné basilejské biskupství, které nahradilo starobylé biskupství Augusta Raurica. Za biskupa Haita (v letech 806–823) byla na místě římského hradu postavena první katedrála (nahrazena románskou stavbou vysvěcenou v roce 1019).
Při rozdělení karolinské říše Verdunskou smlouvou v roce 843 připadla Basilej nejprve Západofranské říši a stala se její německou exklávou, Meerssenskou smlouvou z roku 870 přešla k Východofranské říši. Basilej byla zničena Maďary v roce 917. Obnovené město se stalo součástí Horního Burgundska a jako takové bylo v roce 1032 začleněno do Svaté říše římské.

### Knížecí biskupství Basilej

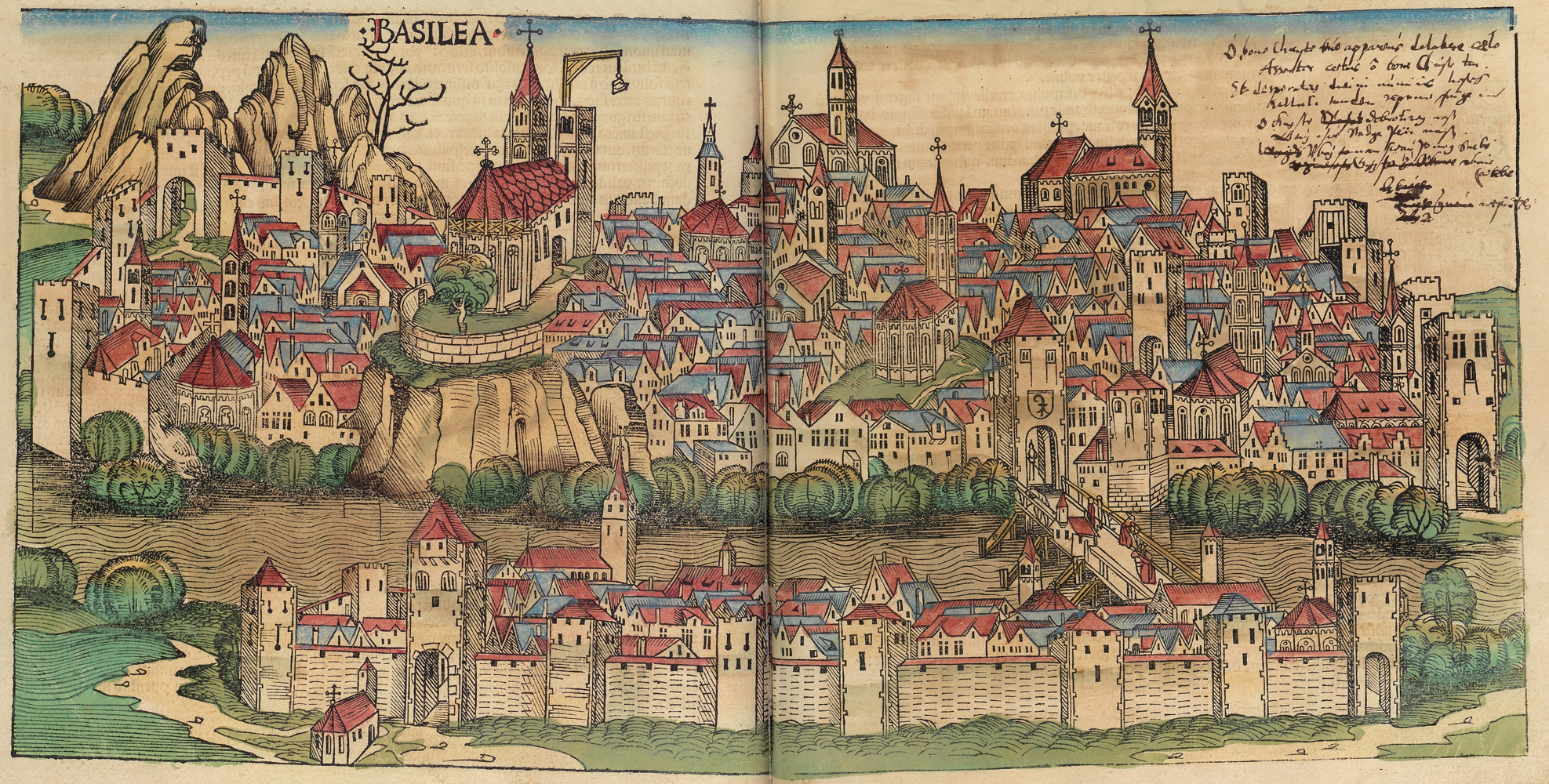
Dřevořezba města Basilej z roku 1493 v Norimberské kronice

Od darování opatství Moutier-Grandval a veškerého jeho majetku biskupu Adalberovi II. z Metz Rudolfem III. v roce 999 až do reformace vládli v Basileji knížata-biskupové.
V roce 1019 byla za císaře Jindřicha II. zahájena stavba basilejské katedrály (místně nazývané Münster).
V 11. až 12. století získala Basilej postupně rysy středověkého města. Hlavní tržiště je poprvé zmiňováno v roce 1091. První městské hradby byly postaveny kolem roku 1100 (s vylepšeními v polovině 13. a na konci 14. století). K roku 1185 je doložena městská rada složená ze šlechticů a měšťanů a k roku 1253 první starosta Heinrich Steinlin z Murbachu. První most přes Rýn byl postaven v roce 1225 za biskupa Heinricha von Thun (v místě dnešního mostu Mittlere Brücke) a od té doby se kolem předmostí na druhém břehu řeky postupně formovala osada Kleinbasel. Most byl z velké části financován basilejskou židovskou komunitou, která se zde usadila o století dříve. Prvním městským cechem byli kožešníci, kteří byli založeni v roce 1226. V průběhu 13. století bylo založeno celkem asi patnáct cechů, což odráželo rostoucí hospodářskou prosperitu města. Z Basileje vyrazila křížová výprava v roce 1267.
Politické konflikty mezi biskupy a měšťany začaly v polovině 13. století a pokračovaly po celé 14. století. Koncem 14. století bylo město prakticky nezávislé, i když nadále nominálně slibovalo věrnost biskupům. Habsburský rod se pokoušel získat nad městem kontrolu. To se sice nepodařilo, ale způsobilo to politický rozkol mezi basilejskými měšťany na prohabsburskou a protihabsburskou frakci.
V roce 1348 zasáhla Basilej černá smrt. Na vině byli Židé a odhaduje se, že 16. ledna 1349 bylo 50 až 70 Židů popraveno upálením, což se stalo známým jako basilejský masakr. Zemětřesení v roce 1356 zničilo velkou část města spolu s několika hrady v okolí.
Při nepokojích 26. února 1376, známých jako Böse Fasnacht, bylo zabito několik mužů rakouského vévody Leopolda III. Habsburského. To bylo považováno za vážné porušení míru a městská rada z toho obvinila cizí výtržníky a dvanáct údajných pachatelů popravila. Leopold přesto nechal město uvrhnout pod císařský zákaz a smlouvou z 9. července byla Basilej potrestána vysokou pokutou a dostala se pod habsburskou kontrolu. Aby se Basilej vymanila z habsburské hegemonie, připojila se v roce 1385 ke Švábskému spolku a mnoho rytířů z prohabsburské frakce spolu se samotným vévodou Leopoldem padlo následujícího roku v bitvě u Sempachu. V roce 1393 byla uzavřena formální smlouva s Habsburky.
Basilej získala faktickou nezávislost na biskupovi i na Habsburcích a mohla od roku 1400 provádět vlastní politiku územní expanze.

Vyobrazení města z konce 18. století

Unikátní vyobrazení biskupského kříže jako heraldického znaku v basilejském erbu se poprvé objevuje v podobě pozlacené dřevěné hole ve 12. století. Její původ ani význam není znám (kromě zřejmého statusu biskupského křižáku), ale předpokládá se, že představovala relikvii, možná připisovanou svatému Germanovi z Granfeldenu. Tato hůl (známá jako Baselstab) se stala symbolem reprezentujícím basilejskou diecézi, zobrazovaným na biskupských pečetích pozdního středověku. V heraldickém kontextu je zobrazena na počátku 14. století, ještě ne jako heraldický náboj, ale jako jakýsi heraldický úspěch lemovaný heraldickými štíty biskupa. Hůl je zastoupena také na biskupských pečetích z tohoto období. Užívání basilejského štítu v černé barvě jako znaku města bylo zavedeno v roce 1385. Od této doby představoval Baselstab v červené barvě biskupa a stejný náboj v černé barvě město. Popis městského znaku zní In Silber ein schwarzer Baselstab (ve stříbrném poli černá hůl). V roce 1400 se Basileji podařilo koupit města Liestal, Homburg a Waldenburg s okolním územím.
V roce 1412 (nebo dříve) byl založen známý hostinec Gasthof zum Goldenen Sternen. Basilej se stala ústředním bodem západního křesťanstva během basilejského koncilu v 15. století (1431–1449), včetně volby vzdoropapeže Felixe V. v roce 1439. V roce 1459 papež Pius II. obdaroval basilejskou univerzitu, na níž později vyučovaly významné osobnosti, jako Erasmus Rotterdamský a Paracelsus. Ve stejné době zavedli v Basileji učedníci Johanna Gutenberga nové tiskařské řemeslo. V roce 1461 se území kolem Farnsburgu stalo také součástí Basileje.
Nakladatelství Schwabe založil v roce 1488 Johannes Petri a je nejstarším dosud fungujícím nakladatelstvím. V Basileji provozoval svou tiskárnu také Johann Froben, který se proslavil vydáváním Erasmových děl. V roce 1495 byla Basilej začleněna do hornorýnského říšského okruhu; basilejský biskup byl zařazen do lavice církevních knížat říšského sněmu. V roce 1500 byla dokončena stavba basilejského Münsteru. Rada pod nadvládou cechů roku 1521 vysvětlila, že napříště budou věrni pouze švýcarské konfederaci, na kterou se biskup marně odvolával.

### Člen Švýcarské konfederace

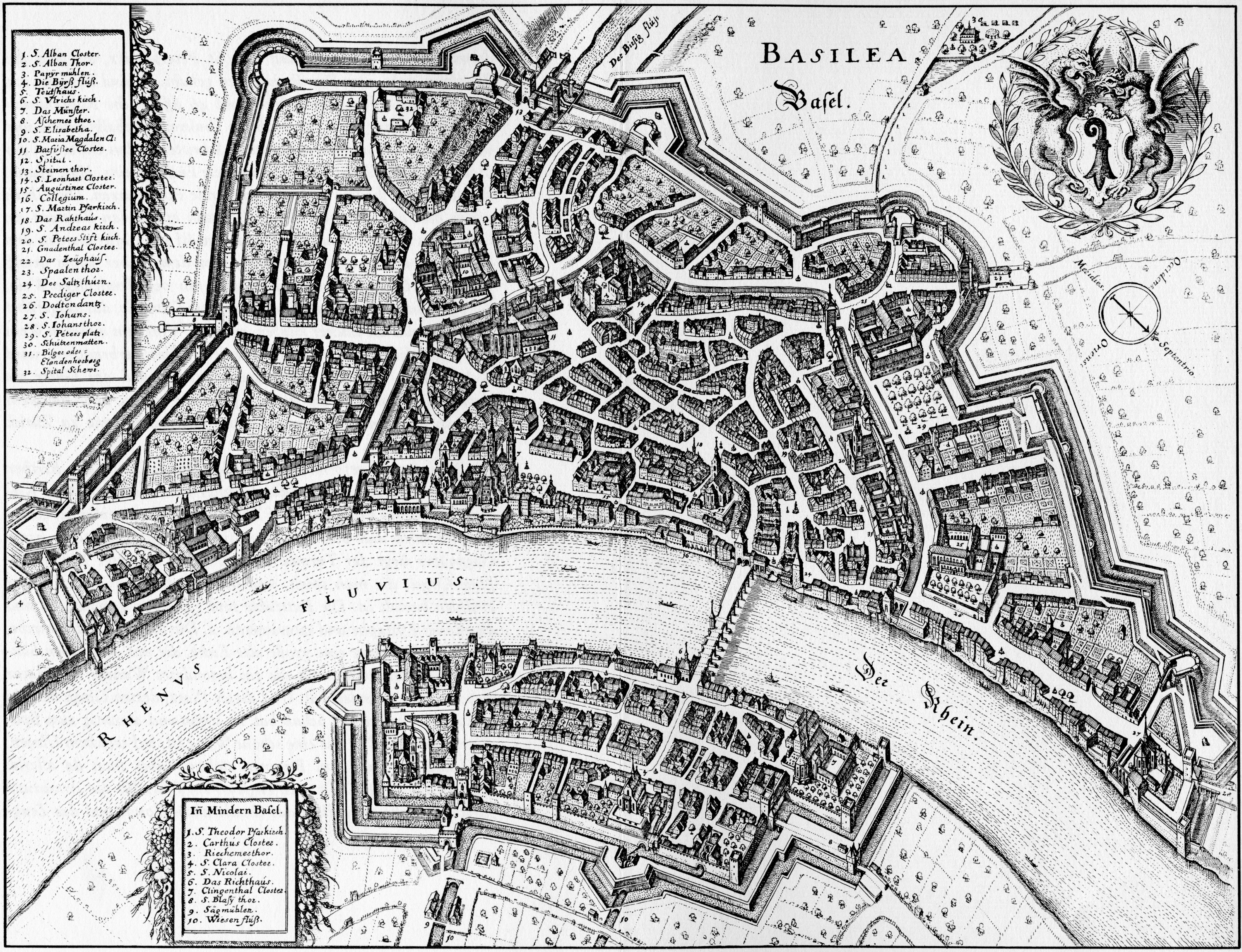
Mapa Basileje z roku 1642

Během švábské války v roce 1499 zůstalo město neutrální, přestože bylo pleněno vojáky obou stran. Basilejská smlouva ukončila válku a udělila švýcarským konfederátům výjimky z daní a jurisdikce císaře Maxmiliána, čímž de facto oddělila Švýcarsko od Svaté říše římské.
Dne 9. června 1501 se Basilej připojila ke Švýcarské konfederaci jako její jedenáctý kanton, přičemž to byl jediný kanton, který byl o připojení požádán, nikoli naopak. Basilej měla strategickou polohu, dobré vztahy se Štrasburkem a Mylhúzami a kontrolu nad dovozem obilí z Alsaska, zatímco švýcarské země se začínaly přelidňovat a měly málo zdrojů. Ustanovení Charty o přijetí Basileje vyžadovalo, aby v případě konfliktů mezi ostatními kantony zůstala neutrální a nabídla své zprostředkovatelské služby.
V roce 1503 nový biskup Christoph von Utenheim odmítl dát Basileji novou ústavu, načež město, aby ukázalo svou moc, začalo stavět novou radnici.
V roce 1529 se město pod vedením Johanna Oecolampadia stalo protestantským a sídlo biskupa bylo přeneseno do Porrentruy. Biskupská křivule však zůstala zachována jako městský znak. V následujících staletích hrála klíčovou roli v městských záležitostech hrstka zámožných rodin, kterým se souhrnně říkalo „Daigové“, kteří se postupně etablovali jako faktická městská aristokracie.
První vydání knihy Christianae religionis institutio (Instituty křesťanského náboženství - velký výklad kalvinistického učení Jana Kalvína) vyšlo v Basileji v březnu 1536.
V roce 1544 získal občanství bohatý nizozemský protestantský uprchlík Johann von Brugge, který žil spořádaně až do své smrti v roce 1556, poté byl s poctami pohřben. Jeho tělo bylo exhumováno a upáleno na hranici v roce 1559 poté, co se zjistilo, že se jedná o anabaptistu Davida Jorise.
V roce 1543 vyšla první kniha o lidské anatomii De humani corporis fabrica, kterou v Basileji vydal Andreas Vesalius (1514–1564).
Existují indicie, že z Basileje pocházel Joachim Meyer, autor vlivného spisu o bojových uměních z 16. století Kunst des Fechten („Umění šermu“). V roce 1661 zakoupila Basilej Amerbasches Kabinett, rozsáhlou sbírku exotických artefaktů, mincí, medailí a knih, která se měla stát prvním veřejným muzeem umění, jehož sbírka se stala jádrem pozdějšího Basilejského muzea umění.
Z Basileje částečně pocházela rodina Bernoulliů, k níž patřili významní matematici 17. a 18. století, například Jacob Bernoulli, Johann Bernoulli a Daniel Bernoulli. Významný matematik 18. století Leonhard Euler se narodil v Basileji a studoval u Johanna Bernoulliho.

### Moderní historie

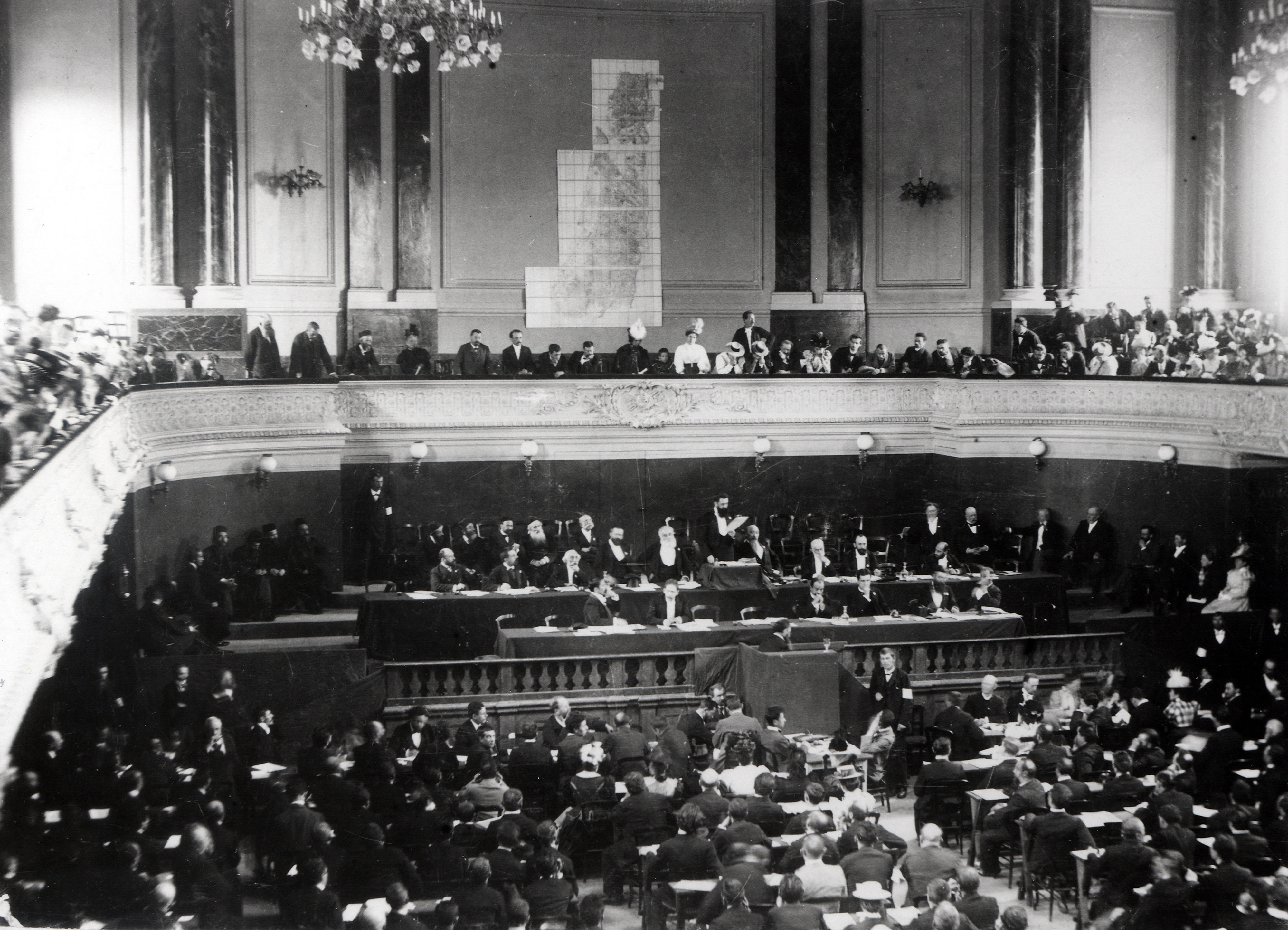
První sionistický kongres v Basileji (1897)

V roce 1792 byla vytvořena tzv. Rauracká republika, revoluční francouzská republika. Ta trvala do roku 1793. Po třech letech politické agitace a krátké občanské válce v roce 1833 se znevýhodněný venkov oddělil od basilejského kantonu a vytvořil polokanton Basilej-venkov. V letech 1861–1878 byly městské hradby ztenčeny.
Dne 3. července 1874 byla na jihu města směrem k Binningenu otevřena první švýcarská zoologická zahrada, Zoo Basilej.
V roce 1897 se v Basileji konal první světový sionistický kongres, uspořádaný zakladatelem moderního sionismu Theodorem Herzlem. Celkem se světový sionistický kongres konal v Basileji desetkrát, tedy více než v kterémkoli jiném městě na světě.
Dne 16. listopadu 1938 byla v laboratořích Sandoz v Basileji švýcarským chemikem Albertem Hofmannem poprvé syntetizována psychedelická droga LSD.
V roce 1967 se obyvatelé Basileje vyslovili pro koupi tří uměleckých děl malíře Pabla Picassa, kterým hrozil prodej a odvoz z místního muzea umění kvůli finanční krizi rodiny majitele. Basilej se tak stala prvním městem na světě, kde obyvatelé politické obce demokraticky rozhodli o nákupu uměleckých děl pro veřejnou instituci. Pablo Picasso byl tímto gestem natolik dojat, že městu následně daroval další tři obrazy.

### Basilej jako místo významných setkání
Basilej byla často místem mírových jednání a dalších mezinárodních setkání. Basilejská smlouva (1499) ukončila švábskou válku. O dva roky později se Basilej připojila ke Švýcarské konfederaci. Basilejský mír z roku 1795 mezi Francouzskou republikou a Pruskem a Španělskem ukončil první koalici proti Francii během francouzských revolučních válek. V novější době se v Basileji ve dnech 29. až 31. srpna 1897 konal první kongres Světové sionistické organizace. Kvůli balkánským válkám uspořádala socialistická Druhá internacionála mimořádný kongres v Basileji v roce 1912. V roce 1989 byla otevřena k podpisu Basilejská úmluva, jejímž cílem bylo zabránit vývozu nebezpečného odpadu z bohatých zemí do rozvojových zemí za účelem jeho likvidace.

## Obyvatelstvo
Město Basilej (politická obec), bez okolních obcí, mělo k 31. prosinci 2020 173 863 obyvatel, čímž se řadí na třetí místo ve Švýcarsku za Curych a Ženevu. Celý kanton Basilej-město má 196 735 obyvatel. Podle Global Human Settlement Layer (GHSL) je Basilej souvislá, hustě zastavěná městská sídelní oblast s 428 721 obyvateli (stav k roku 2018). Trojzemní aglomerace Basileje ve Švýcarsku, Německu a Francii má přibližně 830 000 obyvatel.
| Vývoj počtu obyvatel | Vývoj počtu obyvatel | Vývoj počtu obyvatel | Vývoj počtu obyvatel | Vývoj počtu obyvatel | Vývoj počtu obyvatel | Vývoj počtu obyvatel | Vývoj počtu obyvatel | Vývoj počtu obyvatel | Vývoj počtu obyvatel | Vývoj počtu obyvatel | Vývoj počtu obyvatel | Vývoj počtu obyvatel | Vývoj počtu obyvatel | Vývoj počtu obyvatel | Vývoj počtu obyvatel | Vývoj počtu obyvatel | Vývoj počtu obyvatel | Vývoj počtu obyvatel | Vývoj počtu obyvatel | Vývoj počtu obyvatel |
| -------------------- | -------------------- | -------------------- | -------------------- | -------------------- | -------------------- | -------------------- | -------------------- | -------------------- | -------------------- | -------------------- | -------------------- | -------------------- | -------------------- | -------------------- | -------------------- | -------------------- | -------------------- | -------------------- | -------------------- | -------------------- |
| Rok                  | 1774                 | 1815                 | 1835                 | 1847                 | 1850                 | 1860                 | 1870                 | 1880                 | 1888                 | 1900                 | 1910                 | 1920                 | 1930                 | 1941                 | 1950                 | 1960                 | 1970                 | 1980                 | 1990                 | 2000                 |
| Počet obyvatel       | 15 040               | 16 674               | 21 219               | 25 787               | 27 170               | 37 915               | 44 122               | 60 550               | 69 809               | 109 161              | 132 276              | 135 976              | 148 063              | 162 105              | 183 543              | 206 746              | 212 857              | 182 143              | 178 428              | 166 558              |

Neustálý růst počtu obyvatel, typický pro industrializaci v 19. století, probíhal i v Basileji. Díky tomuto rychlému růstu se město stalo druhým největším ve Švýcarsku hned po Curychu. Vzhledem k úzkým kantonálním a státním hranicím se Basilej s výjimkou Kleinhüningenu nemohla rozrůstat prostřednictvím inkorporace (pohlcení a spojení s okolními obcemi), jako tomu bylo v případě jiných velkých švýcarských měst. S industrializací vznikla vyšší třída dlouho usazených občanů, která se až do 20. století držela v ústraní a hovořila „původní“ formou basilejské němčiny.
Zatímco počet obyvatel aglomerace okolo trojzemí neustále stoupá, počet obyvatel jádrového města od roku 1970 v důsledku suburbanizace znatelně klesá. V období 1970–2005 opustilo Basilej více než 51 000 švýcarských občanů a přestěhovalo se do okolních venkovských oblastí. Ačkoli se do města ve stejném období přistěhovalo přibližně 12 000 cizinců, čistý úbytek 39 000 obyvatel přesto znamenal, že Ženeva v polovině 90. let předstihla Basilej co do počtu obyvatel. Migrace daňově silnějších skupin obyvatelstva ve spojení s daňovou konkurencí mezi kantony představovala pro městský kanton v některých obdobích zvláště významný problém.
V roce 2019 ve městě žilo 38,0 % cizinců.

### Jazyky
Úředním jazykem města je němčina. Ta je hlavním jazykem pro 77,8 % obyvatel, mezi další rozšířené jazyky patří italština (5,4 %) a francouzština (2,6 %).

### Náboženství
V roce 1529 se v Basileji prosadila reformace s pomocí Johanna Oecolampadia, který rychle získal na svou stranu významné osobnosti, jako byl městský úředník Caspar Schaller. Pod tlakem revoluční Francie, která Švýcarsko ovládala v letech 1798–1815, byla v roce 1798 oficiálně udělena náboženská svoboda. V roce 1910 byla dokončena odluka církve od státu a křesťansko-katolická církev byla uznána jako veřejnoprávní subjekt vedle evangelické reformované církve. V roce 1972 se tak stalo také v případě římskokatolické církve a židovské náboženské obce a konečně v roce 2021 v případě evangelické luteránské církve v Basileji a severozápadním Švýcarsku. V Basileji dnes působí více než 300 křesťanských i nekřesťanských náboženství, církví, svobodných církví a dalších náboženských společenství. Mezi nekřesťanská náboženství zastoupená v Basileji patří židovská komunita, islám, alewité, hinduisté, sikhové, buddhisté a novější náboženská hnutí. Basilej se tak z převážně reformovaného města stala městem multináboženským. Přibližně polovina z celkového počtu obyvatel Basileje je bez vyznání.
Dle statistiky z roku 2020 se v Basileji hlásilo 14,7 % k římskokatolickému, 13,6 % obyvatel k evangelickému reformovanému vyznání, 8,2 % k islámu, 5,6 % k jinému druhu křesťanství a 53,9 % uvedlo, že je bez vyznání. Katolíci mají nejpočetnější komunitu i díky přistěhovalcům, kteří jsou z 60 % této víry. Navzdory svému názvu nesídlí basilejská diecéze v Basileji, ale v Solothurnu. Náboženské vzdělávání je organizováno a financováno společně s evangelickou reformovanou církví.

## Politika

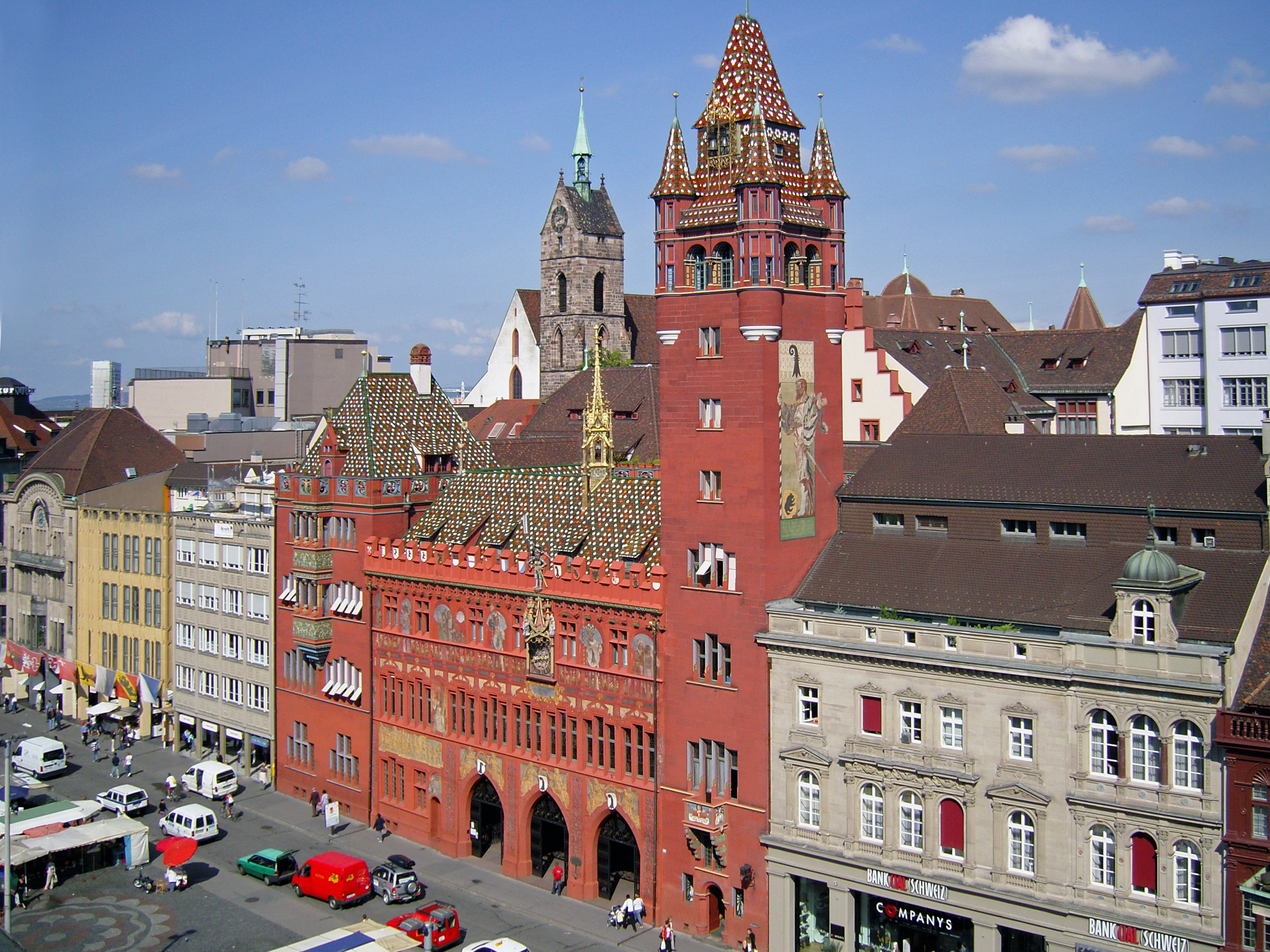
Basilejská radnice

Basilej je hlavním městem kantonu Basilej-město (Basel-Stadt), ačkoli několik jeho předměstí se nachází v kantonu Basilej-venkov (Basel-Landschaft) nebo kantonu Aargau. Kanton Basilej-město se skládá ze tří obcí: Riehen, Bettingen a samotného města Basileje. Správu a řízení obce Basilej vykonává kanton Basilej-město - město Basilej tak nemá vlastní výkonnou ani zákonodárnou moc. Místo toho tyto funkce vykonává kantonální vláda (výkonná funkce), respektive Velká rada (zákonodárná funkce). Toto řešení sloučení obecních orgánů s orgány kantonu, které bylo zavedeno pro Basilej, je ve Švýcarsku ojedinělé. Naturalizace, které jsou ve Švýcarsku v kompetenci obce, provádí občanské společenství.

### Vláda
Výkonný orgán Basileje zasedá na radnici na hlavním náměstí (v budově z roku 1514).

### Znak

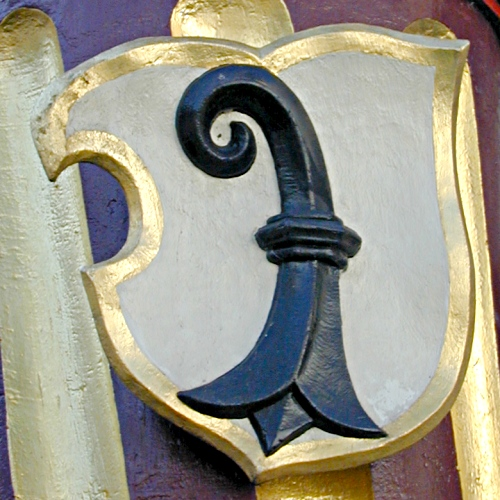
Znak města

Znakem města Basileje a kantonu Basilej-město je černý hrot směřující doleva (heraldicky doprava) na bílém poli, nazývaný Baselstab. Tři příčná břevna přerušují tuto hůl, která se směrem dolů rozšiřuje a je zakončena třemi hroty. Kružítko se objevuje již kolem roku 1100 na tenkém groši raženém v Basileji. Heraldický tvar, který je dole zakončen třemi cípy, se v této podobě poprvé objevuje na Stäbleru, stříbrné minci v hodnotě půl groše ražené samostatně od roku 1373. Ve druhé polovině 15. století pak byla hůl v této podobě převzata na basilejský prapor a nakonec i do městského znaku (kolem roku 1500).
Držiteli štítů jsou lvi, divocí muži, andělé a od 15. století také baziliškové, což jsou draci s kohoutí hlavou a hadím ocasem.

## Doprava
Basilej je i významnou dopravní křižovatkou letecké, železniční i vodní dopravy. Protéká jí řeka Rýn. Je největším přístavním městem Švýcarska. Dále zde vedou evropské trasy dálniční dopravy. Z basilejského nádraží vyjíždějí vlaky přímo do Francie, Německa a samozřejmě do celého Švýcarska. Je zde mezinárodní letiště, kam létají spoje z celého světa. Tramvajová síť je v Basileji poměrně rozsáhlá – čítá přes 80 km a v provozu je 13 linek, které se pohybují v 19 čtvrtích města.

### Silniční doprava
Basilej je křižovatkou důležitých silničních spojení do Německa a Francie. Basilejí prochází severojižním směrem dvě evropské silnice E25 a E35 (A2 a A3 nebo A5 a A35 v Německu/Francii). Evropské silnice kategorie A stejného směru obvykle vedou ve větší vzdálenosti od sebe.
Z Lucernu a Curychu spojují A2 a A3 (E25 a E35) německou A5 (E35) s Karlsruhe a francouzskou A35 (E25) s Mulhouse a Štrasburkem východním a severním obchvatem. Existují také městské dálnice A18 a A22, které spojují předměstí v kantonu Basel-Landschaft s Basilejí. Dálnice A98 a A861, které vedou výhradně po německém území, slouží jako obchvat pro masivně přetíženou východní tangentu.
Obě části Basileje spojuje přes Rýn pět silničních a jeden železniční most. Směrem k řece jsou to Schwarzwaldbrücke (společný dálniční a železniční most), Wettsteinbrücke, Mittlere Brücke, Johanniterbrücke a dvoupatrový Dreirosenbrücke.

### Železniční doprava

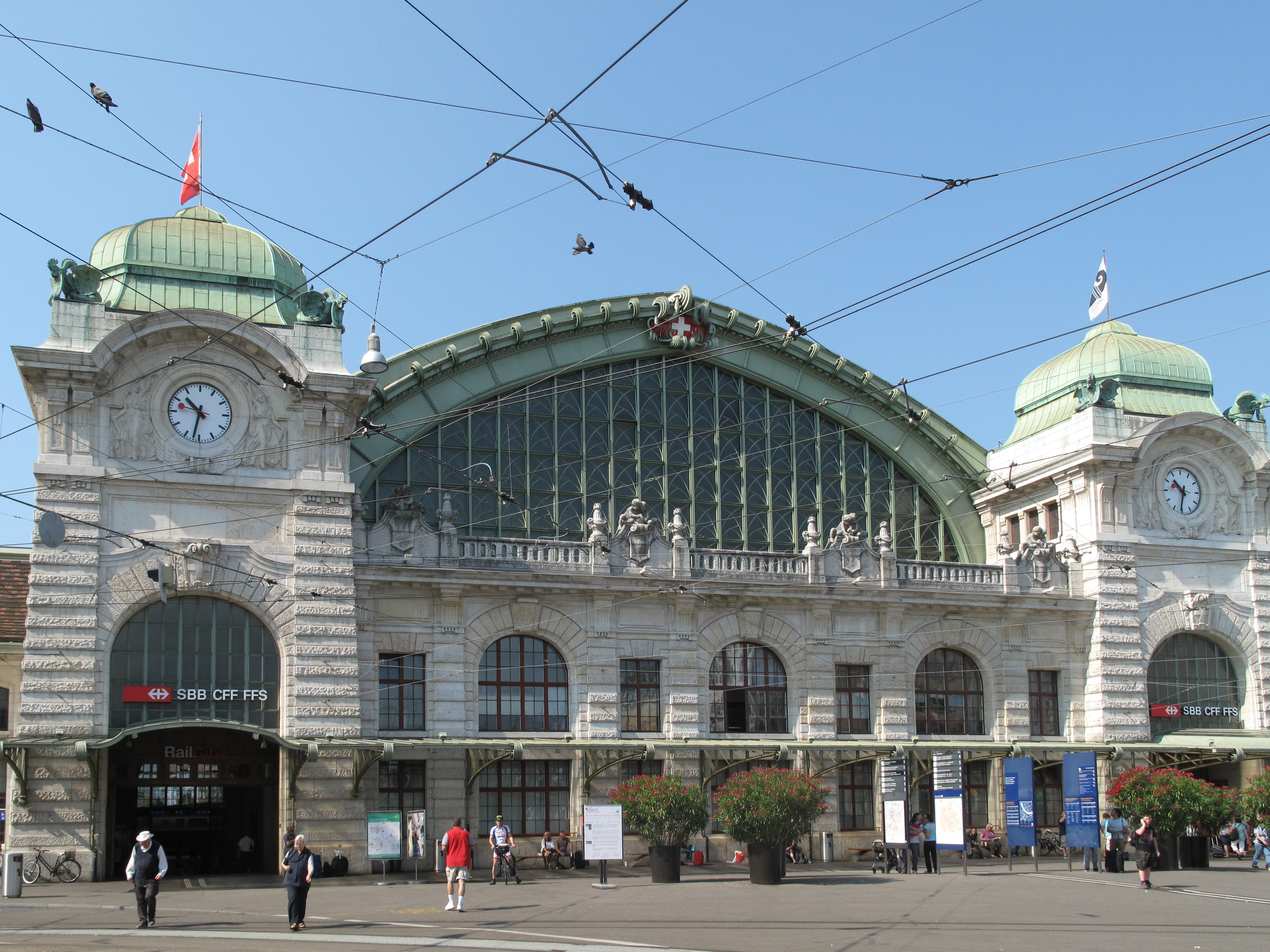
Železniční stanice Basel SBB

Na území města se nachází tři nádraží dálkové dopravy:
- Basel SBB (Centrální nádraží) se spoji do měst Curych, Bern/Luzern a Delémont a mezistátními spoji do Německa, Itálie a Rakouska. Ve stejném komplexu se nachází nádraží:
- Basel SNCF (Alsaské nádraží) se spoji do Mylhúz – Paříže/Bruselu.
- Badische Bahnhof (Basel Bad Bf) se nachází na severu města a je provozováno Deutsche Bahn. Zde zastavují vybrané vlaky jedoucí ze Švýcarska do Německa a začíná zde trať Hochrheinstrecke ve směru Waldshut a SBB provozovaná Wiesentalbahn do Zell im Wiesental. Roku 2015 měla být otevřena nová vysokorychlostní trať do Karlsruhe.

### Městská doprava

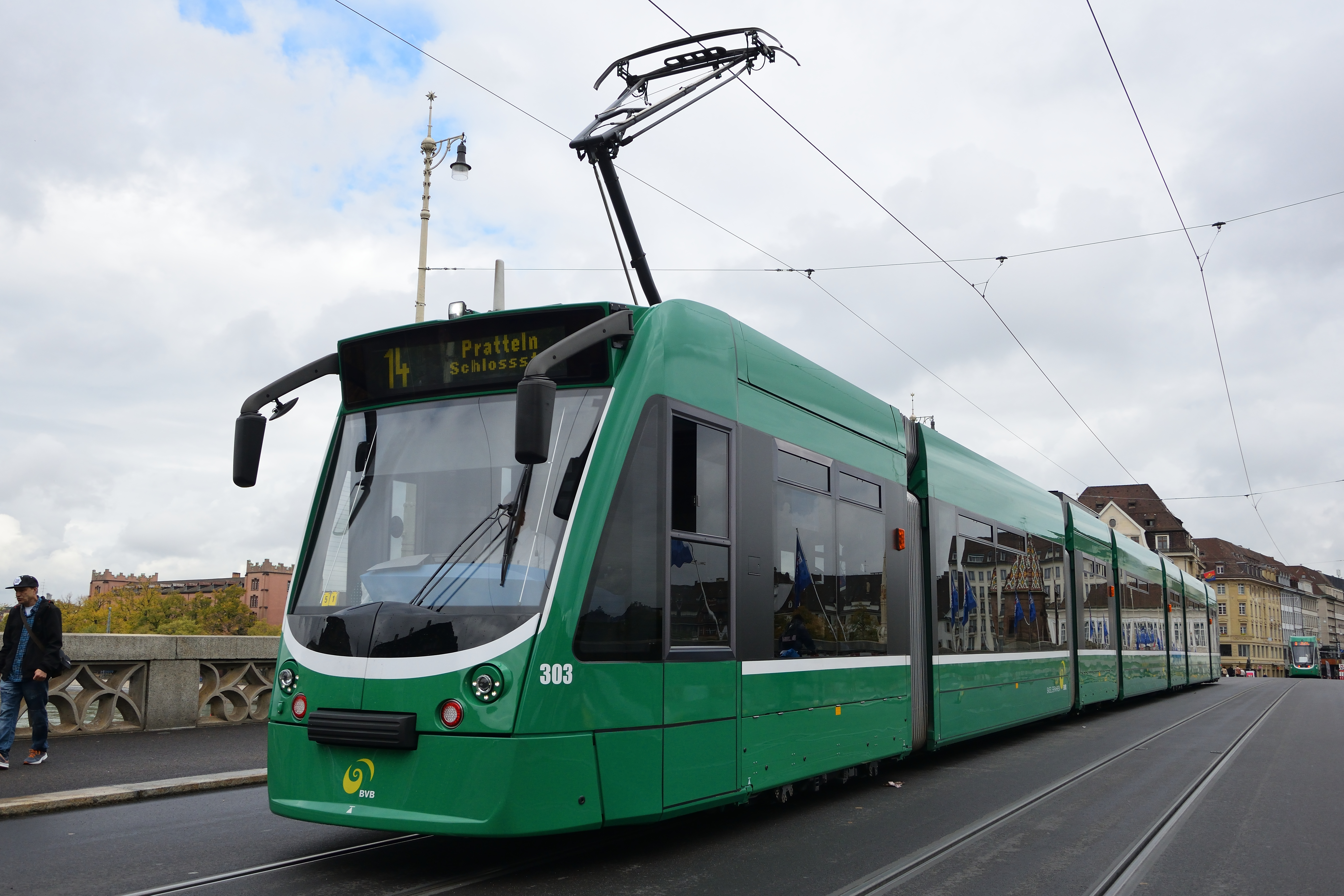
Tramvaj v Basileji

Basilej má velmi rozsáhlou veřejnou dopravní síť. Zelené tramvaje a autobusy jsou provozovány dopravním svazem Basler Verkehrs-Betriebe (BVB). Žluté autobusy a tramvaje jsou provozovány Baselland Transport AG (BLT). Autobusové i tramvajové linky BVB ve spolupráci s dopravními úřady obsluhují také oblasti v sousedním Alsasku (Francie) a okolí Badenu (Německo). Basilej je jedním ze čtyř míst na světě, kde je v provozu mezinárodní tramvajová doprava, a zároveň jediným, jehož tramvajová síť zasahuje do tří států (Švýcarsko, Francie i Německo).
Basilejská S-Bahn je regionální železniční síť spojující také předměstí a okolní oblasti. Je společně provozována společnostmi SBB, SNCF a DB.

### Letecká doprava
První letiště v Basileji bylo postaveno v roce 1920 na pozemku Sternenfeld na území města Birsfelden (letiště Basel-Sternenfeld). Ve 30. letech 20. století se ukázalo, že letiště na tomto místě se nemůže rozrůst do takové míry, aby splňovalo budoucí požadavky na leteckou dopravu. Zrodila se myšlenka letiště na francouzském území, které by sloužilo Francii i Švýcarsku. Francouzská vláda souhlasila, ale vypuknutí druhé světové války jednání přerušilo. Po válce byla myšlenka rychle obnovena a již 8. května 1946, po pouhých dvou měsících výstavby a před sepsáním mezinárodní smlouvy, bylo otevřeno letiště Basilej-Mulhouse na území francouzské obce Blotzheim. Za tuto krátkou dobu se podařilo vybudovat jen nejzákladnější zařízení; další rozšiřování na „hotové“ letiště se pak protáhlo na mnoho let. V roce 1987 zavedlo letiště ochrannou známku EuroAirport Basel Mulhouse Freiburg. V roce 2022 bylo odbaveno 7 milionů cestujících. Síť linek zahrnovala 62 destinací ve 30 různých zemích, které v pravidelné dopravě obsluhovalo 25 leteckých společností. Díky tomu je EuroAirport Basel třetím největším švýcarským letištěm po Curychu a Ženevě.

## Hospodářství

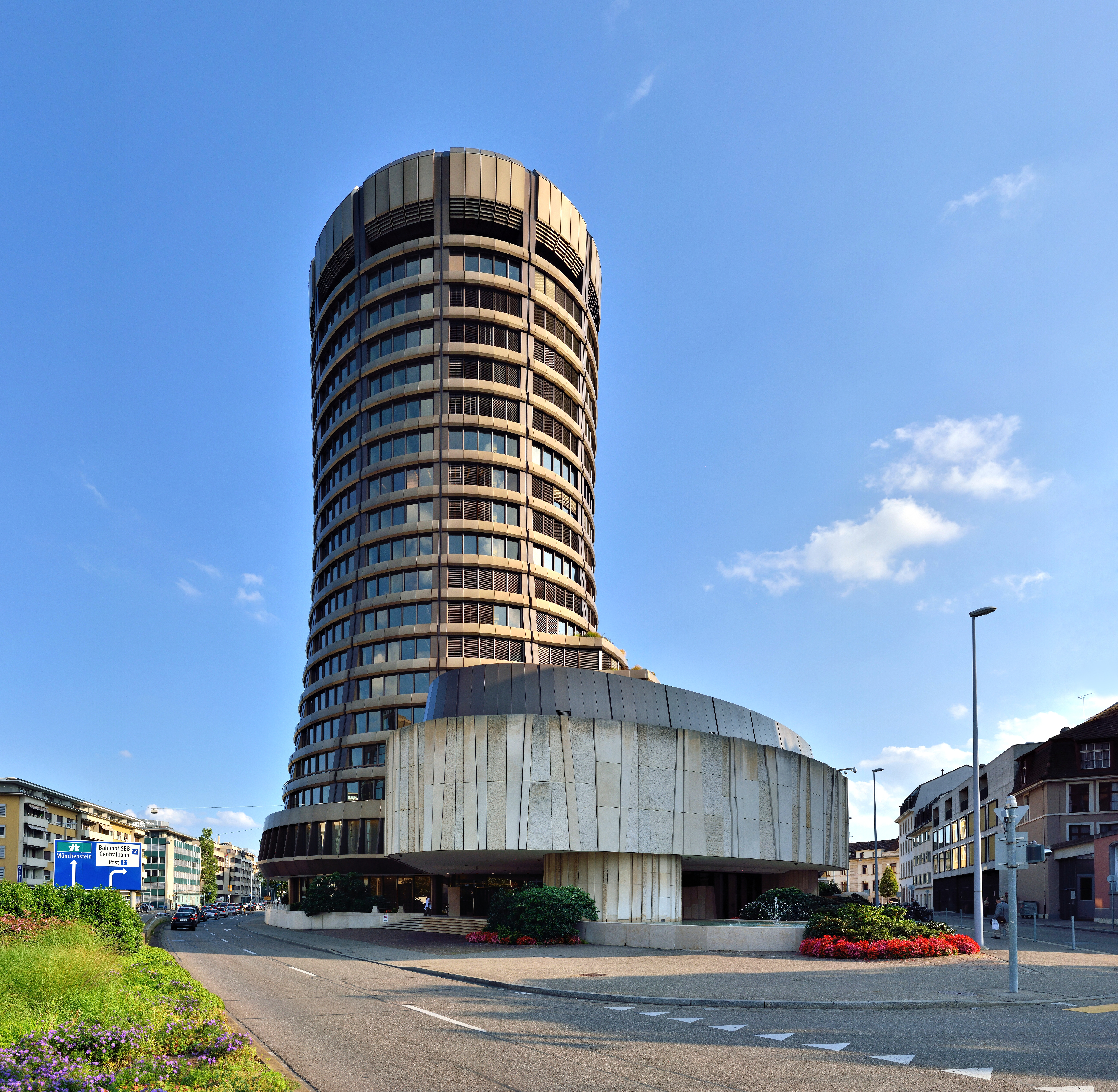
Budova Banky pro mezinárodní vypořádání

Vzhledem ke své centrální poloze v západní a střední Evropě má Basilej mimořádně důležitý a výsadní obchodně-geografický význam. Metropolitní oblast Basileje zahrnuje přibližně 1,3 milionu obyvatel a 650 tisíc zaměstnanců. Basilej je po Curychu druhou největší obchodní lokalitou ve Švýcarsku a má nejvyšší HDP na obyvatele v zemi, před kantony Zug a Ženeva.
Basilej je jedním z nejvýznamnějších světových center farmaceutického průmyslu; sídlí zde například společnosti Novartis, Hoffmann-La Roche, Syngenta AG a Lonza Group. Z hlediska hodnoty připadá více než 94 % basilejského vývozu zboží na chemický a farmaceutický průmysl. Spolu s výrobními závody v sousední průmyslové zóně Schweizerhalle tvoří Basilej 20 % švýcarského vývozu a vytváří třetinu národního produktu. Kromě chemického průmyslu se zde nachází také průmyslová odvětví strojírenství, zpracování kovů, zpracování textilu a výroba potravin a luxusních potravin. Díky staleté tradici výroby papíru a knihtisku sídlí v Basileji několik nakladatelství. Švýcarský vzorkový veletrh, národní výstava, se od roku 1917 vyvinul ve významné veletržní místo v celé Evropě. Basilejské výstaviště každoročně hostí řadu světoznámých veletrhů a kongresů, včetně Art Basel, největšího světového veletrhu současného umění, a Baselworld, největšího světového veletrhu hodinek a šperků.
Dlouhou tradici má také význam Basileje jako bankovního centra. Kromě řady bank a pojišťoven zde sídlí také Banka pro mezinárodní vypořádání (BIS). Pro volbu Švýcarska, jako sídla mezinárodní banky, sehrála roli jeho nezávislost a neutralita. Byl to kompromis zemí, které založily BIS: Belgie, Francie, Německa, Itálie, Japonska, Velké Británie a Spojených států. BIS také podporuje měnovou a finanční spolupráci světových bank a dalších institucí, představuje centrum výzkumu a významnou diskusní platformu pro orgány, odpovědné za podporu finanční stability. Také proto patří švýcarský frank mezi nejstabilnější měny světa. Švýcarská národní banka (SNB) má v Basileji své zastoupení. Basilejská obchodní komora je podnikatelským sdružením pro kantony Basilej-město a Basilej-venkov.

### Společnosti

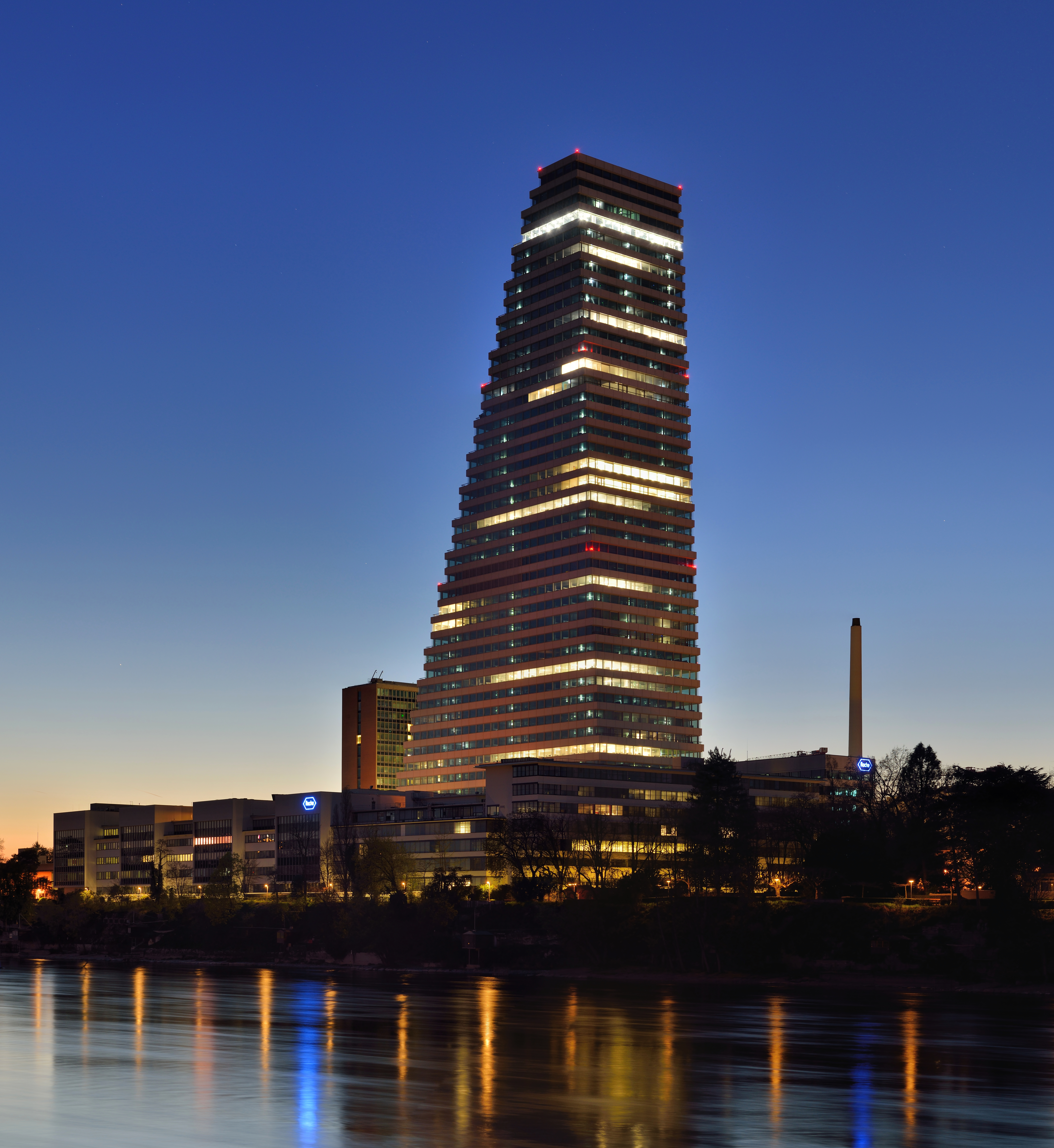
Sídlo společnosti Hoffmann-La Roche v Basileji

Dle žebříčku 500 největších švýcarských společností patří mezi největší společnosti, sídlící v Basileji:
| Společnost                       | Oblast podnikání | Obrat (v mld. CHF, 2021) |
| -------------------------------- | ---------------- | ------------------------ |
| Roche Holding AG                 | farmacie         | 62,801                   |
| Novartis AG                      | farmacie         | 47,186                   |
| Coop-Gruppe                      | konglomerát      | 31,872                   |
| Syngenta Group                   | agrochemie       | 25,775                   |
| Transgourmet-Gruppe              | potravinářství   | 9,100                    |
| Lonza Group AG                   | farmacie         | 5,409                    |
| Bell Food Group AG               | potravinářství   | 4,152                    |
| Dufry AG                         | velkoobchod      | 3,900                    |
| Swiss International Air Lines AG | letecká doprava  | 2,100                    |

V Basileji jednu ze svých poboček také UBS, stejně jako Basler Kantonalbank, Bank Cler, Bank CIC, WIR Bank a pojišťovny Baloise, Helvetia, Sympany a Pax. Dalšími bankami a pojišťovnami v Basileji jsou soukromé banky Bank La Roche & Co, Baumann & Cie, Banquiers, J. Safra Sarasin, E. Gutzwiller & Cie Banquiers, Dreyfus Söhne & Cie, Banquiers, Trafina Privatbank a Scobag Privatbank. Kromě toho zde působí různé svěřenské a realitní společnosti, například Pax-Anlage, STG Schweizerische Treuhandgesellschaft a Warteck Invest. Sídla těchto společností jsou soustředěna kolem náměstí Aeschenplatz, kde se do roku 1998 nacházela také basilejská burza cenných papírů. V Basileji sídlí Asociace švýcarských bankéřů, která byla založena v roce 1912, a Asociace švýcarských kantonálních bank. V blízkosti nádraží SBB se nachází také sídlo Banky pro mezinárodní platby.
Firma Syngenta, která rovněž sídlí v Basileji, patří k předním světovým výrobcům agrochemikálií. Švýcarská letecká společnost Swiss International Air Lines a Jet Aviation zde má rovněž sídlo. Maloobchodní řetězce společností Coop, Aldi a Denner jsou umístěny po celém Švýcarsku. V Basileji také sídlí módní řetězec Tally Weijl, cestovní kancelář Dufry a v neposlední řadě i výrobce zubních implantátů Straumann.

## Kultura

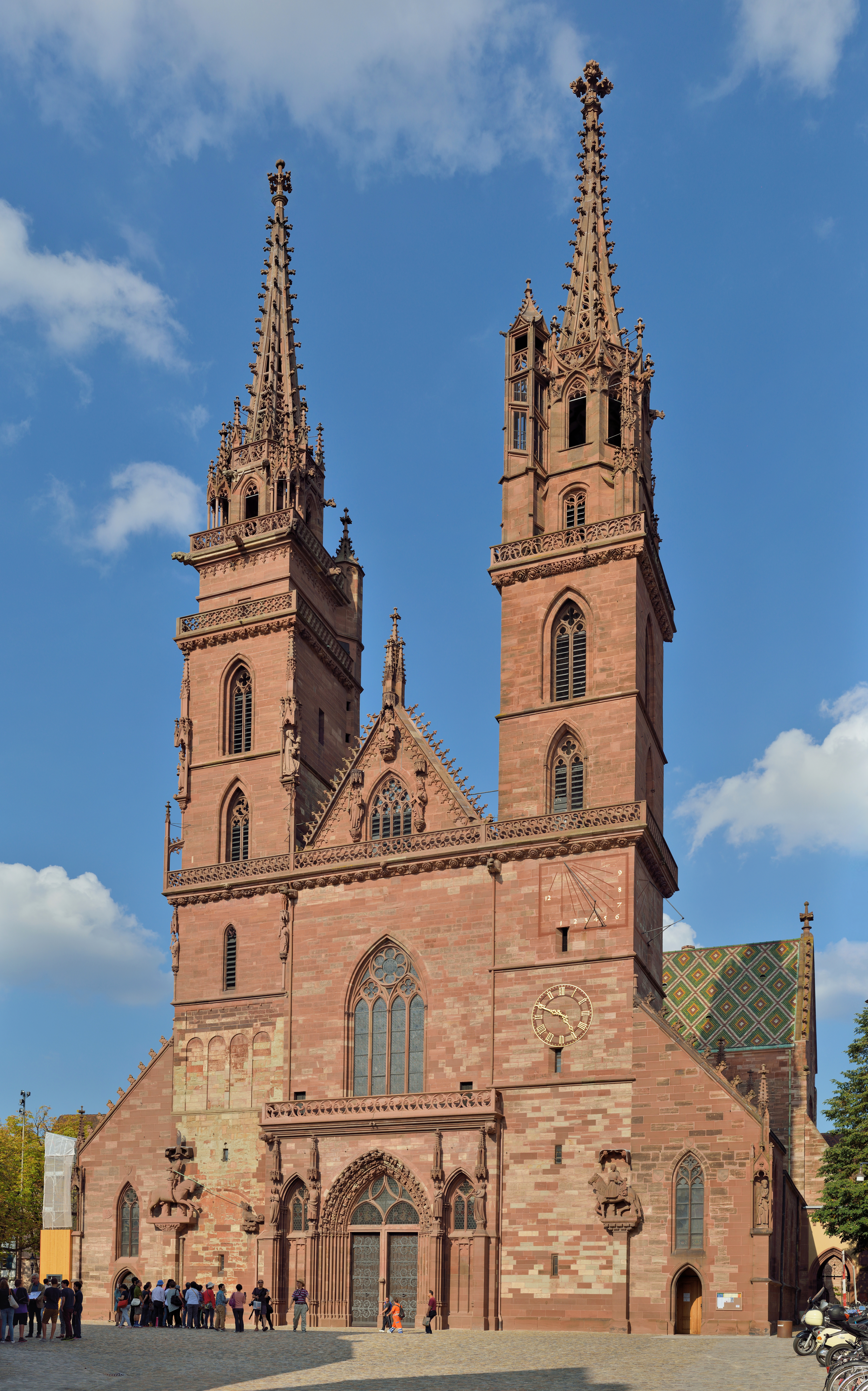
Katedrála Münster

Basilej je bohatým kulturním střediskem. V této oblasti patří mezi nejvýznamnější centra v rámci Evropy. V roce 1460 zde byla založena nejstarší švýcarská univerzita, Univerzita v Basileji, což přispělo ke vzdělanosti a kulturnosti celého Švýcarska. Mezi významné události se řadí červnový veletrh Art Basel – veletrh současného umění. Kromě historických památek přitahuje zahraniční návštěvníky také proslulý symfonický a komorní orchestr, stejně jako hudební divadlo.
Ve městě se počínaje pondělím následujícím po popeleční středě každoročně koná 72 hodin trvající Fasnacht. Od roku 1901 je pořadatelem tohoto karnevalu, jehož kořeny sahají až do roku 1529, Fasnachts-Comité.

### Památky

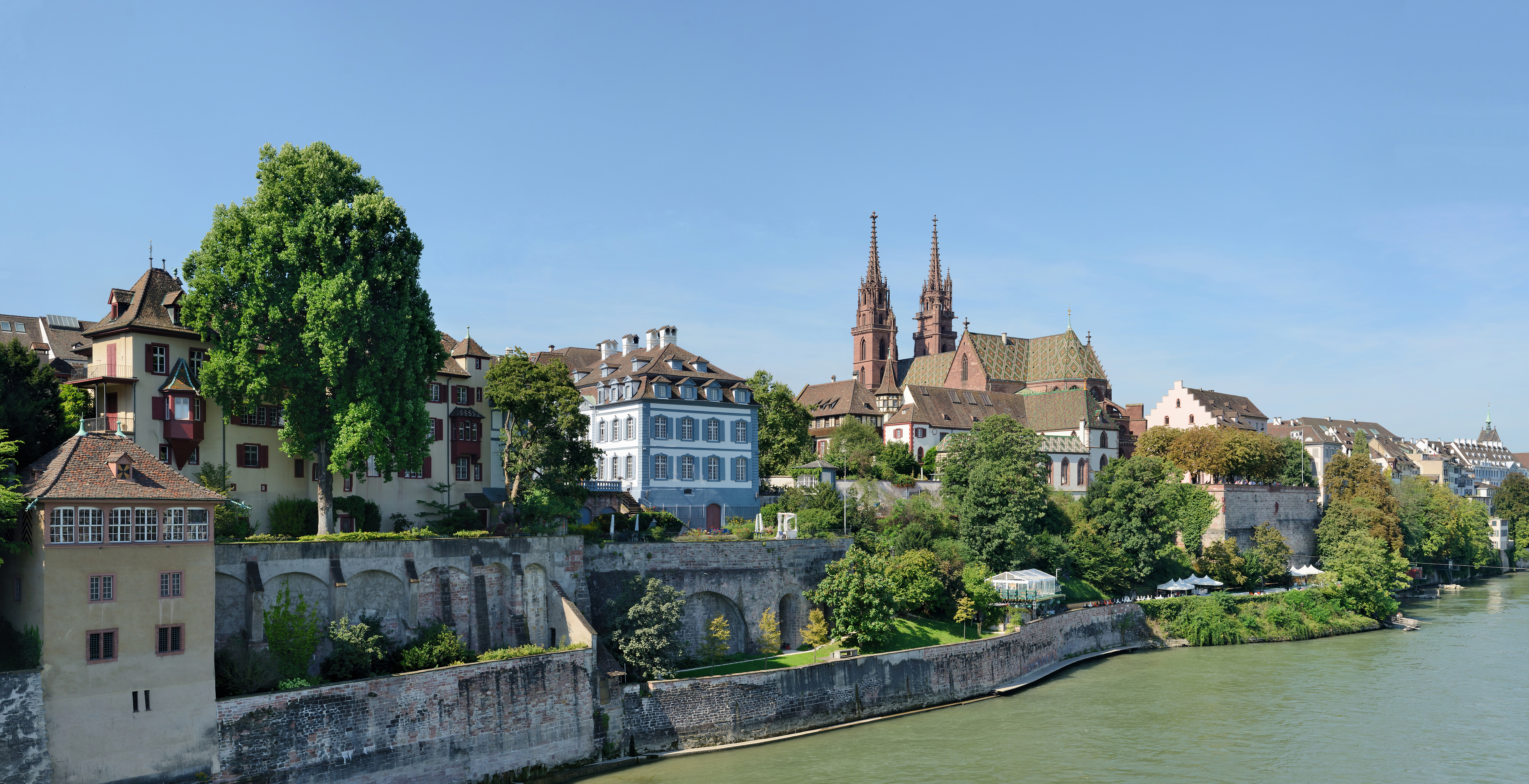
Klášterní návrší v Basileji

Nepřehlédnutelným středobodem města je katedrála Münster, postavená v románsko-gotickém stylu. Byla vysvěcena v roce 1019, avšak než dosáhla své dnešní podoby, trvalo ještě dlouhých pět set let. Uvnitř je mramorová hrobka Erasma Rotterdamského, který tu byl v roce 1536 pochován. Centrálním náměstím Basileje je Marktplatz, kde se pravidelně každou neděli konají zeleninové a květinové trhy. Náměstí dominuje stará radnice Basler Rathaus z 16. století, dnešní sídlo vlády celého kantonu.
Jednou z nejoblíbenějších atrakcí města zůstává Tinguelyho fontána, stojící v místech, kde dříve bývalo městské divadlo. Rozsáhlý bazén zdobí řada pohyblivých soch, vytvořených Jeanem Tinguelym. Nedaleké muzeum je věnováno životu a tvorbě umělce, jenž údajně uměl probudit železné sochy k životu.
Za symbol města je považována vstupní brána Spalentor, která je spolu s dalšími dvěma branami (St. Johanns-Tor a St. Albantor) pozůstatkem z dob, kdy byla Basilej obehnána ochrannou zdí. Její fasádu zdobí tři postavy – Madona v doprovodu dvou proroků. Jen kousek odtud se rozkládá univerzitní botanická zahrada.

### Muzea
Přítomností čtyřiceti muzeí se řadí Basilej na místo s největším počtem v celé zemi. Vybrat si lze z moderního umění, historie, etnografie přes přírodní historii, hudební nástroje až po film a farmaceutické pomůcky. Nechybí ani Švýcarské muzeum architektury, Muzeum panenek a jiné. Po dvou letech oprav bylo v centru Basileje znovuotevřeno muzeum kultur. Nejznámější a mezinárodně uznávané je Basilejské muzeum umění či muzeum zasvěcené sochaři Jeanu Tinguelymu. Ten v 70. letech minulého století tvořil sochy, které vyjadřovaly pohyb. Basilejská muzea zastupují různorodá spektra expozic. Ročně je navštíví přes milión návštěvníků.

## Sport

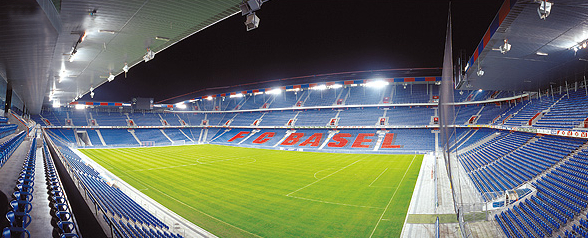
Stadion St. Jakob

Basilej má pověst ve Švýcarsku jako úspěšné sportovní město. Fotbalový klub FC Basilej je známý evropský tým, který působí také v Lize mistrů UEFA. Tým FC Basilej měl v základní sestavě i dva české zástupce: Marka Suchého (2014–2019) a Tomáše Vaclíka (2014–2019). Basilej se stala vedle Ženevy, Curychu a Bernu jedním ze švýcarských dějišť mistrovství Evropy ve fotbale 2008. Tento šampionát společně hostilo Švýcarsko a Rakousko. BSC Old Boys a Concordia Basel jsou další fotbalové týmy v Basileji.
Jedním z nejpopulárnějších sportů ve Švýcarsku je také lední hokej. Tým EHC Basel, který hraje ve švýcarské třetí hokejové lize. Domácí zápasy odehrávají aréně St. Jakob, která má 6 700 sedadel. Basilej má velký a moderní fotbalový stadion, který byl oceněn čtyřmi hvězdami od UEFA. Velký tenisový turnaj Swiss Indoors se koná v Basileji každý rok v říjnu. Někteří z nejlepších profesionálů na okruhu ATP tam hrají každý rok, včetně největší švýcarské hvězdy Rogera Federera, jednoho z nejlepších tenistů všech dob. Tento tenista patří mezi nejlepší hráče světa; Roger popisuje město jako jedno z nejkrásnějších měst na světě.

## Pošta
V Basileji fungovala městská pošta, která roku 1845 vydala poštovní známku s obrazem holubice a nápisem „Basel“. Basilej se tak stala pátou nejstarší známkovou zemí světa. Tato jediná basilejská známka platila do roku 1854, již roku 1849 činnost pošty převzala švýcarská pošta.

## Osobnosti

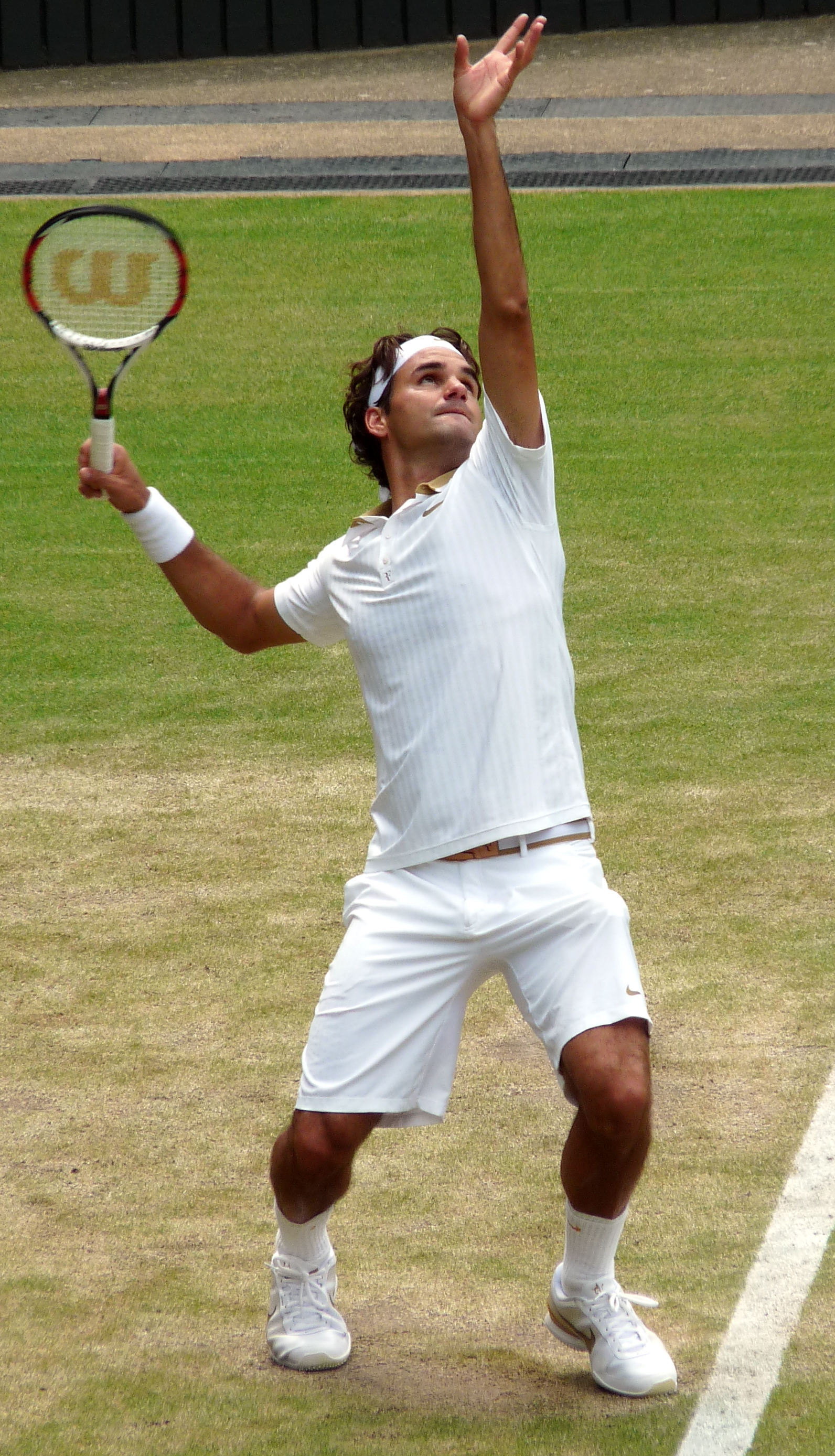
Roger Federer

- Johann Froben (cca 1460–1527), tiskař a vydavatel
- Erasmus Rotterdamský (1469–1536), holandský myslitel, augustiniánský mnich a představitel zaalpské renesance a humanismu
- Hans Holbein mladší (1497/1498–1543), německý renesanční malíř a grafik
- Basilius Amerbach (1533-1591), švýcarský právník, humanista a sběratel umění
- Matthäus Merian (1593–1650), švýcarský rytec a nakladatel působící především ve Frankfurtu nad Mohanem
- Jacob Bernoulli (1655–1705), matematik, fyzik a astronom
- Johann Bernoulli (1667–1748), matematik, fyzik a lékař
- Daniel Bernoulli (1700–1782), matematik a fyzik
- Leonhard Euler (1707–1783), matematik a fyzik
- Johann Rudolph Schellenberg (1740–1806), botanik, spisovatel a entomolog
- Gustav IV. Adolf (1778–1837), švédský král
- Jacob Burckhardt (1818–1897), filosof a historik umění
- Johann Jakob Balmer (1825–1898), matematik a fyzik
- Arnold Böcklin (1827–1901), malíř, kreslíř, grafik a sochař
- Friedrich Nietzsche (1844–1900), německý filosof a klasický filolog
- Carl Spitteler (1845–1924), básník, prozaik, dramatik a esejista, nositel Nobelovy ceny za literaturu
- Karl Barth (1886–1968), protestantský teolog
- Hannes Meyer (1889–1954), architekt a druhý ředitel Bauhausu v Dessau
- Karl Jaspers (1883–1969), německý filosof, v Basileji žil od r. 1948
- Tadeus Reichstein (1897–1996), polsko-švýcarský chemik
- Rudy Burckhardt (1914–1999), americký filmař a fotograf[34]
- Jan Milíč Lochman (1922–2004), český exilový teolog a filosof, rektor basilejské univerzity
- Max Lüscher (1923–2017), švýcarský psycholog, autor testu volby barev
- Peter Zumthor (* 1943), architekt
- Alexander Frei (* 1979), fotbalista
- Roger Federer (* 1981), tenista

## Partnerská města
- Pretoria, Jihoafrická republika
- Puerto Cabezas, Nikaragua
- Šanghaj, Čína[35]
- Miami Beach, USA[35]
- Van, Turecko